# Buitenland (Bornem)

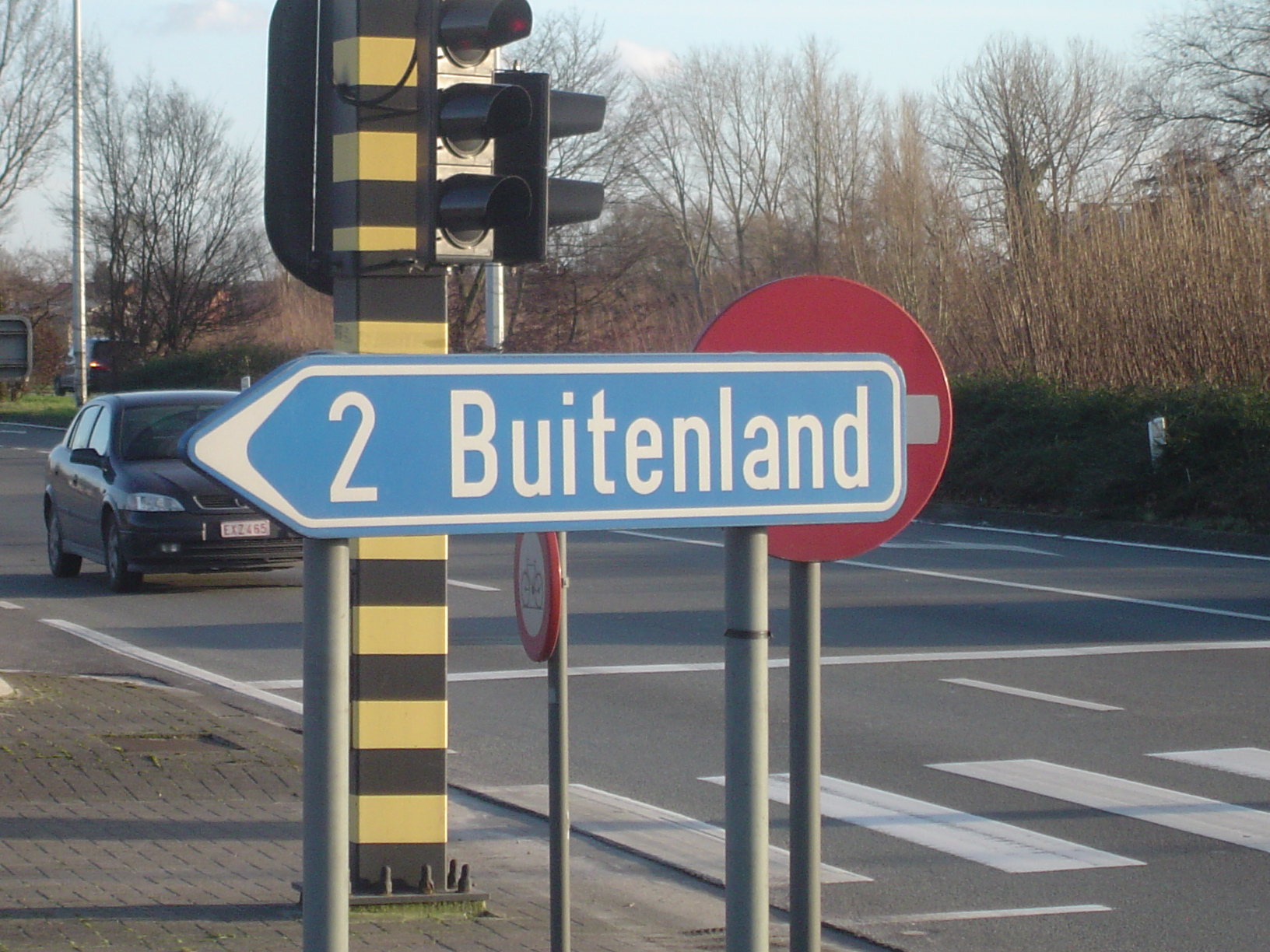
Wegwijzer naar Buitenland

Buitenland is een gehucht in het noorden van de Belgische gemeente Bornem in de provincie Antwerpen. Het gehucht is gelegen aan de Schelde.
Buitenland bevindt zich vlak aan de Scheldebrug van Temse aan de N16. Aan de noordzijde van de brug ligt Temse in de provincie Oost-Vlaanderen. De Schelde vormt hier dus de provinciegrens. Naast de N16 gaat ook de spoorlijn 54 Mechelen - Terneuzen hier de Schelde over.

## Naam en geschiedenis
Vroeger was Buitenland moerasgebied. In de loop der eeuwen werden dijken aangelegd en land gewonnen. De naam "Buitenland" (ook "Buytenland" of "Buijten landt") verwijst vermoedelijk naar land dat buiten de dijken was ingewonnen op de moerassen. De naam wordt voor het eerst teruggevonden op een Sanderuskaart van 1641.
In 1552 brak de Scheldedijk er. Hierdoor werd een kolkgat of wiel geslagen: het Kragewiel. De naam Kragewiel zou een verbastering zijn van Krochterwiel. Men kreeg de dijkbreuk niet gestopt. Daarom droeg men het beeld van Onze-Lieve-Vrouw van de Krocht uit de Onze-Lieve-Vrouw- en Sint-Leodegariuskerk van Bornem naar het water. Onmiddellijk zou de doorbraak gestopt zijn.
Tot 1845 was het gebied bijna onbewoond. De volkstelling van 1796 vermeldt dat er op dat moment acht gezinnen wonen, samen bestaande uit 28 personen. Drie jaar later werden nog slechts elf bewoners geteld. Een kaart uit 1804 geeft aan dat er een grote boerderij stond van de familie Merckx en daarnaast nog vier huizen. Vanaf 1845 veranderde de situatie; toen werd een mandenmakerij opgericht. Na verdere inpoldering groeide het gehucht onder stimulans van het familiebedrijf uit tot een woonkern. Het gehucht heeft geen kerk of school. Het blijft tot op heden nog steeds een biologisch waardevol gebied.

## Mandenvlechterij
De enige boerderij die eind 18e eeuw in Buitenland stond, behoorde aan de familie Merckx. Philip Merckx (1778-1863) begon er met het telen van wissen en het vlechten van manden. In 1845 startte hij samen met Gaspar Broeckx een professionele mandenvlechterij: "De Compagnie". Frans Merckx (zoon van Philip en schoonzoon van Gaspar Broeckx) bouwde deze verder uit. Hiermee was de basis gelegd voor een bloeiende industrie, met op het hoogtepunt mogelijk zelfs zo'n tweehonderd werknemers. Zowat het hele Buitenland kwam in handen van de familie Merckx en het aantal huizen nam snel toe. Tot eind jaren 1920 bleef Buitenland een belangrijk centrum van mandenvlechterij. Daarna ging het achteruit. Tijdens de Tweede Wereldoorlog kwam er een kleine heropleving, maar in de jaren 1950 was die alweer ten einde. Concurrentie van andere metalen en kunststoffen en van producten uit goedkopere landen, maakten een einde aan deze industrie.

## Bezienswaardigheden
Onder impuls van de familie Merckx werden in de loop der jaren een aantal belangwekkende bouwwerken opgericht in Buitenland. Enkele daarvan zijn intussen verdwenen, maar het geheel maakt dat Buitenland vermeld wordt op de Inventaris van het Bouwkundig Erfgoed. Belangrijke bouwwerken bevinden zich vooral in de straat Buitenland, en in beperktere mate in de straten Reek en Vitsdam. Onder meer de Sint-Jacobstoren, het Reuzenhuis en de Gildekamer zijn vermeldenswaard.